# عزم راسخ ایرنا
عزم راسخ ایرنا (لهستانی: Przysięga Ireny) که با نام عهد ایرنا (انگلیسی: Irena's Vow) هم شناخته می‌شود، یک فیلم جنگی درام لهستانی-کانادایی است که در سال ۲۰۲۳ منتشر شد. این فیلم که دربارهٔ آیرین گوت آپدایک است، در ورشو و لوبلین تصویربرداری شد و نخستین بار در جشنواره بین‌المللی فیلم تورنتو ۲۰۲۳ به نمایش درآمد.

## گزیدهٔ بازیگران
- سوفی نیلیس در نقش آیرین گوت آپدایک
- دوگری اسکات
- الیزا ریتسمبل
- آندژی سورین
- رافائو مور
- رافائو ماچکوویاک
- مارتسل سابات
- روبرت کوشوتسکی
- اریک کولم
- الکساندر میلیچویچ
- کشیشتف شچپانیاک
- ماتئوش موشیه‌ویچ